# Biserica de lemn „Sfântul Dumitru” din Mereșeni
Biserica de lemn „Sf. Dumitru” este o biserică amplasată în Mereșeni, raionul Hîncești, Republica Moldova. Este un monument arhitectural de importanță națională inclus în Registrul monumentelor Republicii Moldova ocrotite de stat cu nr. 617 (raionul Hîncești). Datează din 1853.